# 玫瑰玫瑰我愛你
玫瑰玫瑰我愛你（メイグェ・メイグェ・ウォアイニー）は中華民国の楽曲。作曲は陳歌辛、作詞は呉村。1940年に姚莉 (ヤオ・リー)の歌唱で発表された。
1951年4月6日、アメリカの歌手フランキー・レインによる英語のカバー曲「Rose, Rose, I Love You」として発表され、ビルボードチャートで最高3位に達した。また同じく1951年にペトゥラ・クラークも別の歌詞でカバーし発表している。
1964年10月に坂本九が世界発売第4弾としてこの曲を発表しているが日本では未発売のままである。1997年に上海で行われたコンサート『上海交响中日歌星演唱会』に出場した日本の歌手・酒井法子が、中国の歌手・韓磊（ハン・レイ）とこの曲を日本語、中国語、英語でデュエットした。
また、2012年1月22日に台湾で放送された音楽番組『2012超級巨星紅白藝能大賞』に出場した日本の歌手・西野カナが、自身のヒット曲「会いたくて 会いたくて」「たとえ どんなに…」とのメドレーでこの曲を中国語で披露した。